# قطعنامه ۱۷۸۶ شورای امنیت
قطعنامه  ۱۷۸۶ شورای امنیت سازمان ملل متحد که در تاریخ ۲۸ نوامبر ۲۰۰۷ تصویب شد، سندی بین‌المللی دربارهٔ دادگاه جنایی بین‌المللی برای یوگسلاوی سابق است. این قطعنامه طی نشست ۵۷۸۵ام با ۱۵ رای موافق، ۰ مخالف و ۰ ممتنع تصویب شد.